# Drummond (Quebec)
A Regionalidade Municipal do Condado de Bécancour está situada na região de Centre-du-Québec na província canadense de Quebec. Com uma área de quase doi mil quilómetros quadrados, tem, segundo o censo de 2006, uma população de cerca de noventa mil pessoas sendo comandada pela cidade de Drummondville. Ela é composta por 18 municipalidades: 1 cidade, 10 municípios, 6 freguesias e 1 aldeia.

## Municipalidades

### Cidade
- Drummondville

### Municípios
- Durham-Sud
- L'Avenir
- Lefebvre
- Saint-Bonaventure
- Saint-Cyrille-de-Wendover
- Saint-Eugène
- Saint-Félix-de-Kingsey
- Saint-Germain-de-Grantham
- Saint-Guillaume
- Wickham

### Freguesias
- Notre-Dame-du-Bon-Conseil
- Sainte-Brigitte-des-Saults
- Saint-Edmond-de-Grantham
- Saint-Lucien
- Saint-Majorique-de-Grantham
- Saint-Pie-de-Guire

### Aldeia
- Notre-Dame-du-Bon-Conseil